# Iris meda
Iris meda (лат.) — вид однодольных растений рода Ирис (Iris) семейства Ирисовые (Iridaceae). Впервые описан немецким ботаником Отто Штапфом в 1885 году.
Синоним — Iris fibrosa Freyn.

## Распространение
Эндемик Ирана, распространённый на западе страны.

## Описание
Корневищный геофит. Растение высотой около 10—25 см.
Цветки в основном кремовые или беловатые с золотистыми прожилками; отдельные части цветка фиолетовые, коричневые, жёлтые.
Число хромосом — 2n=20.